# Al-Džáhiz
Al-Džáhiz (776 Basra – 869 Basra) byl raně středověký arabský učenec a spisovatel zabývající se filosofií, různými teoriemi, teologií, přírodními i společenskými vědami. Napsal mnoho knih, například Kitáb al-hajaván (kniha živočichů). Rovněž vytvořil základy evoluční teorie. V knize Kitáb al-hajaván uvedl systém organizmů (na tu dobu pozoruhodně přesný) od nejjednodušších po nejsložitější. Za svůj život napsal zhruba 170 knih, do dnešní doby se z nich zachovalo 30. Zemřel ve své vlastní knihovně, kde na něj podle legendy spadlo mnoho vlastních knih.

## České překlady
- AL-DŽĀHIZ. Kniha lakomců: [Orig.: Kitáb al-buchalá']. Vyd. 1. Přeložil Svetozár Pantůček. Praha: Odeon, 1975. 314 s. Světová četba; sv. 463.